# Gerbilliscus guineae
Gerbilliscus guineae és una espècie de mamífer rosegador de la família dels múrids. Viu a Benín, Burkina Faso, Costa d'Ivori, Gàmbia, Ghana, Guinea, Guinea-Bissau, Mali, el Senegal, Sierra Leone i Togo. El seu hàbitat natural són les sabanes amb matolls espessos i una cobertura herbàcia variable. És una espècie en risc mínim, és a dir, no sembla que hi hagi cap amenaça significativa per a la seva supervivència.